# Ribes rubrisepalum
Ribes rubrisepalum är en ripsväxtart som beskrevs av Ling Ti Lu. Ribes rubrisepalum ingår i släktet ripsar, och familjen ripsväxter. Inga underarter finns listade i Catalogue of Life.